# Eugaleruca
Eugaleruca es un género de insecto coleóptero de la familia Chrysomelidae.

## Especies
Las especies de este género son:
- Eugaleruca bonhourei Laboissiere, 1922
- Eugaleruca congoensis Laboissiere, 1922
- Eugaleruca testacea Laboissiere, 1922
- Eugaleruca tibialis Laboissiere, 1922